# El nas de Napoleó transformat en una dona encinta que passeja la seva ombra malenconiosa entre ruïnes originals
El nas de Napoleó transformat en una dona encinta que passeja la seva ombra malenconiosa entre ruïnes originals és una obra de Salvador Dalí realitzada el 1945 que es conserva actualment al Teatre Museu Dalí de Figueres.

## Història
Aquesta obra es presenta en societat en la primera exposició individual de Dalí a la Bignou Gallery de Nova York el 1945. Tal com el pintor explica en el catàleg, l'obra es pinta en tres setmanes, hi treballa dues hores diàries, i afegeix que el títol explica totalment el quadre. Es tracta d'un oli meticulosament pintat, absolutament estructurat amb geometries perfectes. Pintura exuberant, escenogràfica, plena de matisos i referents iconogràfics: el bust de Napoleó, doble imatge, crosses, el sempitern paisatge seu, el de l'Empordà… i amb clara al·lusió a l'arquitectura modernista, les formes toves i Gaudí –el gran edifici central podria al·ludir al cèlebre edifici de La Pedrera a Barcelona‐. Cal destacar el personatge‐fetitxe de Napoleó, que li agradava recrear i recordar pel sentit de triomf, autoritat i creació.